# Teatrul european de război în Al Doilea Război Mondial

Evoluția războiului în Europa.

Teatrul european de război în Al Doilea Război Mondial a fost o suprafață vastă pe care s-au purtat lupte grele între 1 septembrie 1939 (invazia germană a Poloniei) și 8 mai 1945 (capitularea Germaniei). Aliații au luptat împotriva puterilor Axei în 3 sub-teatre de război: Frontul de Est, Frontul de Vest și Frontul Mediteraneean.